# 默诺泰
默诺泰（法語：Menotey，法語發音：[mənɔtɛ]）是法国汝拉省的一个市镇，位于该省北部，属于多勒区。

## 地理
默诺泰（47°9'45"N, 5°29'53"E）面积5.02 平方千米，位于法国勃艮第-弗朗什-孔泰大區汝拉省，该省份为法国东部内陆省份，北起上索恩省，西北接科多尔省，西临索恩-卢瓦尔省，南至安省，东与杜省和瑞士接壤。
与默诺泰接壤的市镇（或旧市镇、城区）包括：阿尔舍朗日、舍维尼、弗拉讷莱默利耶尔、格勒迪桑、茹村、穆瓦塞、赖南。

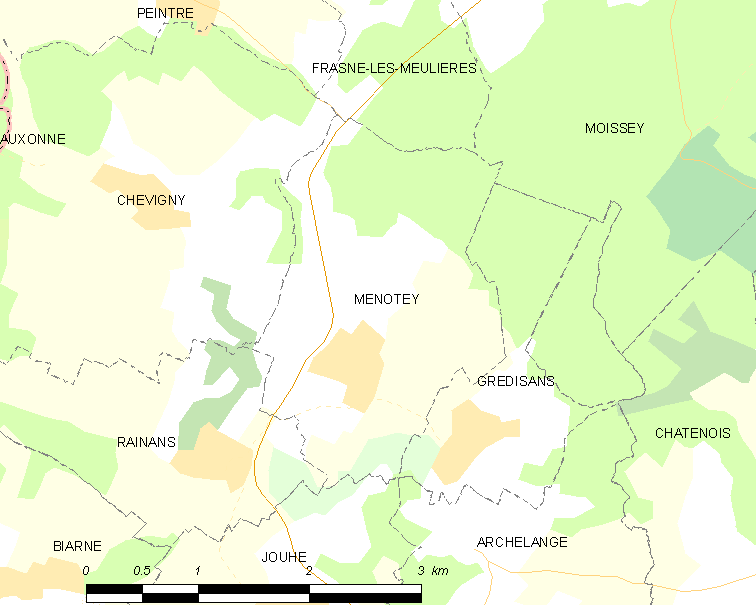
默诺泰的OSM定位图

默诺泰的时区为UTC+01:00、UTC+02:00（夏令时）。

## 行政
默诺泰的邮政编码为39290，INSEE市镇编码为39323。

## 政治
默诺泰所属的省级选区为欧蒂姆县。

## 人口

1962-2008年间默诺泰人口变化图示

默诺泰于2022年1月1日时的人口数量为301人。